# 延社駅
延社駅（ヨンサえき）は朝鮮民主主義人民共和国咸鏡北道延社郡にある朝鮮民主主義人民共和国鉄道省白茂線の駅である。

## 歴史
- 1939年10月1日：開業[1]。